# USS Laub (DD-263)
Za druga plovila z istim imenom glejte USS Laub.
USS Laub (DD-263) je bil rušilec razreda Clemson v sestavi Vojne mornarice Združenih držav Amerike.
Rušilec je bil poimenovan po pomorskem častniku Henryju Laubu.

## Zgodovina
V sklopu sporazuma rušilci za baze je bila 8. oktobra 1940 predana Kraljevi vojni mornarici, kjer so ladjo preimenovali v HMS Burwell (H94).